# Lebensborn
Le Lebensborn e. V. (Lebensborn eingetragener Verein, en français « Association enregistrée Lebensborn ») était une association de l'Allemagne nationale-socialiste, patronnée par l'État et gérée par la SS, dont le but était d'accélérer la création et le développement d'une race aryenne parfaitement pure et dominante. Le terme « Lebensborn » est un néologisme formé à partir de « Leben » (« vie ») et « Born » (« fontaine », en allemand ancien). Le journaliste, écrivain et cinéaste Marc Hillel l'a traduit en français par « Fontaines de vie ».
Le programme de création des Lebensborns voit le jour le 12 décembre 1935 dans le cadre de la politique d'eugénisme et de promotion des naissances. Le chef suprême des SS Heinrich Himmler en fut le créateur.
Il s'agissait à l'origine de foyers et de crèches ; les pères, en grande majorité des SS, étaient invités à concevoir au moins quatre enfants avec leur épouse légitime. Par ailleurs, au dire du journaliste d'investigation Boris Thiolay, auteur d'un ouvrage sur le sujet, la SS permettait à des femmes considérées comme « aryennes » et enceintes de membres de la SS ou de la police, de venir accoucher anonymement dans le plus grand secret et, éventuellement, de remettre leur nouveau-né au Lebensborn en vue de constituer l'élite du futur « Empire de mille ans ». Durant la Seconde Guerre mondiale, plusieurs dizaines de milliers d'enfants, dont les caractéristiques physiques correspondaient au « type aryen », furent arrachés à leurs parents dans les pays conquis pour être placés dans des centres d'adoption.
L'existence de ces maternités et de ces crèches fut longtemps considérée comme une simple légende donnant lieu à une grande puissance fantasmatique, certains y voyant des haras humains, d'autres des bordels SS, jusqu'à ce que Georg Lilienthal (de), un jeune historien spécialiste de la médecine SS, leur consacre sa thèse en 1985.

## Histoire
En vertu du concept de « pureté raciale » inscrit dans les principes fondateurs du nazisme et du rétablissement de la polygamie germanique, Heinrich Himmler ouvrit le premier établissement à Steinhöring, près d'Ebersberg, en Haute-Bavière, le 15 août 1936, inaugurant la maternité Hochland, maison-mère du Lebensborn. Ce centre comportait trente lits pour les mères et cinquante-cinq berceaux pour les enfants à naître. Leur nombre fut doublé en 1940.
Le service du Lebensborn était placé sous l'égide du général SS Sollmann. La « pureté de la race aryenne » répondait à plusieurs critères, qui déterminaient l'appartenance à une typologie aryenne qui comportait plusieurs niveaux de « pureté ». Le niveau le plus élevé était celui des pays nordiques. Chacun des niveaux de pureté était supposé indiquer les qualités de ses membres : attachement à la patrie, attachement au Führer, attachement au pays.
Avant la Seconde Guerre mondiale, une dizaine d'établissements furent créés en Allemagne — 8 000 enfants y naquirent —, puis deux en Autriche. Après le déclenchement de la guerre, la fascination des nazis pour la « race aryenne nordique » les conduisit à ouvrir une dizaine de centres en Norvège recueillant des krigsbarn, « enfants de la guerre ». On estime à entre 9 000 et 12 000 le nombre d'enfants nés dans ces centres selon certaines sources[réf. nécessaire].
D'autres centres furent ouverts en Pologne, au Danemark, en Belgique, au Luxembourg, aux Pays-Bas et en France. Ces centres étaient de taille et de nature variable, du simple bureau administratif à l'institution. Au total furent dénombrés :
- dix centres en Allemagne,
- de neuf à quinze centres en Norvège[6],
- trois centres en Autriche,
- trois centres en Pologne,
- deux centres au Danemark,
- un centre aux Pays-Bas,
- un centre en Belgique (voir section « La Maternité des Ardennes » ci-après),
- un centre au Luxembourg (situé à Bofferdange, section de la commune de Lorentzweiler),
- un centre en France (de février à août 1944, Bois Larris à Lamorlaye, commune du département de l'Oise).

## Rôle
L'objectif affiché du Lebensborn était de permettre à des femmes, mariées ou célibataires, de « race pure », de donner naissance à des enfants dont les pères appartenaient à l'élite raciale, notamment des membres de la SS. Beaucoup de ces Lebensborns étaient consacrés à l'éducation des enfants nés de l'union de soldats allemands et de femmes des pays occupés.
Le Lebensborn se chargeait de la germanisation d'orphelins issus de ces couples mixtes, mais aussi par la suite d'enfants arrachés à leurs parents en provenance de Norvège, de Pologne et de Tchécoslovaquie. Ainsi, plus de 200 000 enfants furent emmenés en Allemagne et confiés à des familles allemandes sélectionnées.
En Pologne, plusieurs dizaines de milliers d'enfants dits « racialement valables » (parmi les deux millions d'enfants soustraits à leurs parents) auraient été littéralement enlevés pour être germanisés. La proportion d'enfants arrachés à leurs véritables parents aurait ainsi atteint un cinquième des effectifs des Lebensborns[réf. nécessaire].

## La maternité des Ardennes
De novembre 1942 à septembre 1944 fut ouverte l'institution du château de Wégimont, aujourd'hui domaine provincial de Wégimont dans la province de Liège, en Belgique. Les Allemands la baptisèrent « maternité des Ardennes ».
Celle-ci accueillit des femmes belges convaincues par les thèses nazies, mais aussi quelques Néerlandaises et Françaises du Nord. La contribution masculine était assurée par des soldats des régiments belges nazis, comme la Légion Wallonie, ou leurs homologues flamands, ainsi que des SS stationnés en Belgique[réf. nécessaire].
Il reste peu de documents sur cette affaire et la population locale évoque rarement ces faits. Il semble néanmoins que ce centre ne fonctionna jamais véritablement ainsi que les Allemands l'auraient voulu, notamment du fait des réticences du personnel belge qui y travaillait[réf. nécessaire]. Les habitants d'Olne, questionnés sur le Lebensborn de Wégimont, distant seulement de trois kilomètres, ignoraient tout de l'institution et ce n'est que longtemps après la guerre qu'ils apprirent ce dont il s'agissait.

## Galerie de photos d'un Lebensborn (1936)

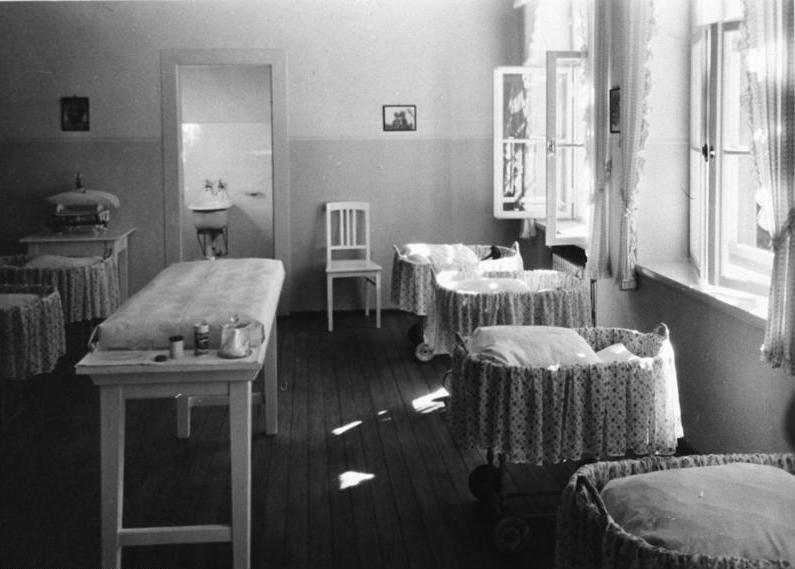
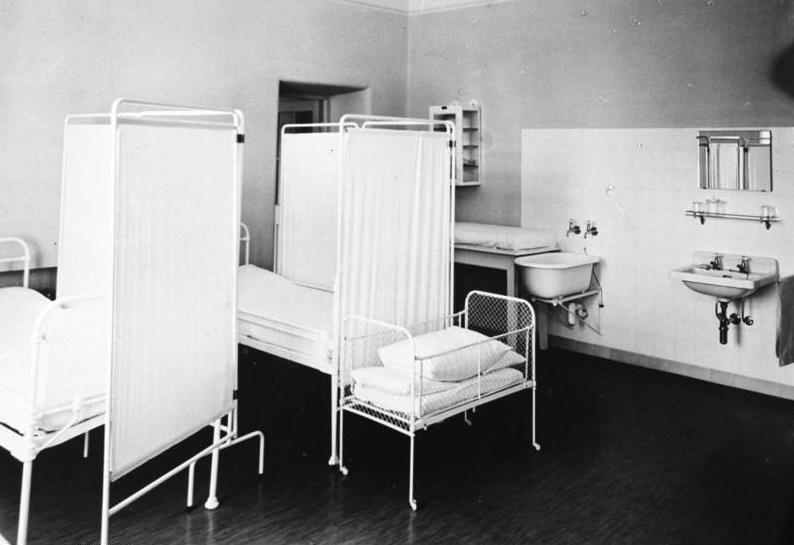
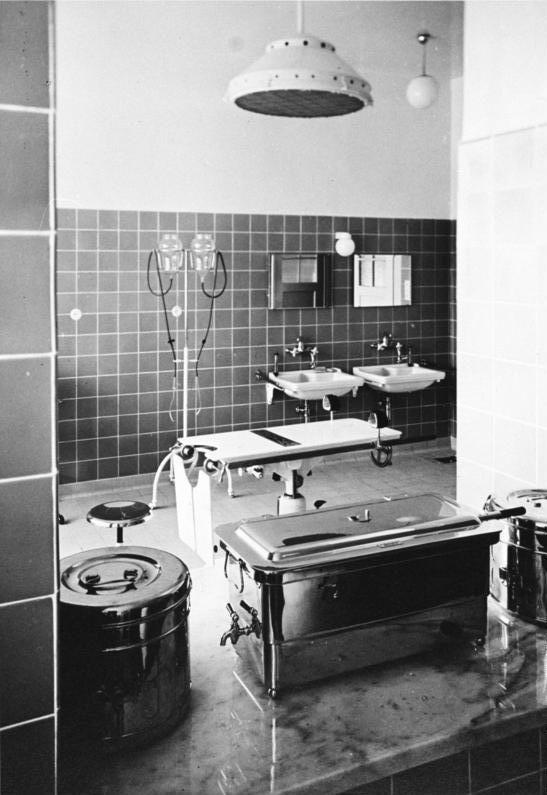
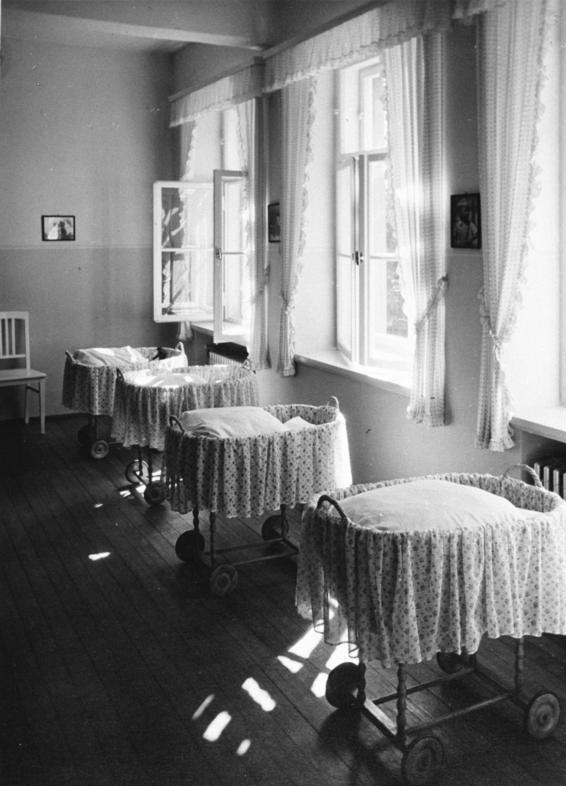

## Culture populaire
Par le contexte de leur création et par leur fonction, supposée ou réelle, de haras humains, les Lebensborns ont inspiré le roman picaresque de Bohumil Hrabal Moi qui ai servi le roi d'Angleterre, également adapté en film. Le héros-narrateur de l'histoire, jeune employé d'hôtel tchèque qui n'a pourtant rien du stéréotype aryen se retrouve employé dans un Lebensborn et s'y révèle un « étalon » adulé par les pensionnaires.
Le film germano-norvégien D'une vie à l'autre (en allemand Zwei Leben), réalisé par Georg Maas et Judith Kaufmann et sorti en 2012, raconte l'histoire d'une enfant née en 1944 d'une mère norvégienne et d'un soldat allemand, enlevée à sa mère pour être élevée en Allemagne dans un Lebensborn, et qui adulte s'échappe de RDA et arrive en Norvège pour y rechercher sa mère.
L'ouvrage La bonne étoile d'Elsie, de Sarah McCoy, évoque le Lebensborn de Steinhöring : la fille aînée de la famille Schmit et sœur de l'héroïne du roman y évolue, après avoir été sélectionnée comme une « pure aryenne » par la SS. Elle y donne naissance à des jumeaux, donnés à la patrie.
Dans le berceau de l'ennemi (My Enemy's Cradle), est le seul roman pour adultes de Sara Pennypacker (Sarah Young), inspiré de ces faits historiques.
Le roman Max, de Sarah Cohen-Scali, raconte l'histoire d'un petit garçon, Konrad Von Kebnersol, né le même jour qu'Adolf Hitler dans un Lebensborn. Produit en tant que futur de la race aryenne et élevé dans cette idée, il croit fortement à l'idéologie nazie. Au fur et à mesure du livre, on le voit découvrir le Lebensborn où il est né, participer à l'enlèvement de petits Polonais « dont la venue serait un apport souhaitable à la race aryenne », vivre dans l'un des Heim où les enfants d'origine polonaise sont élevés puis découvrir une Napola en compagnie d'un adolescent juif et polonais qu'il considère comme son frère.
Le roman graphique d'Isabelle Maroger, intitulé Lebensborn, transforme en BD une histoire vraie, celle de l'autrice. Elle raconte son enquête et celle de sa mère née dans un Lebensborn en Norvège. Elles vivent en France, mais redécouvrent leur « famille » norvégienne, les cousins, les grandes-tantes. Et même l'ancien SS qui a séduit la grand-mère, fait un enfant et est reparti ensuite. 
Le roman Lignes de faille de Nancy Huston raconte l'histoire, sur quatre générations, de la descendance d'une enfant ukrainienne, arrachée à ses parents lorsqu'elle était tout bébé pour être placée dans une famille allemande dans le cadre du programme de germanisation. Le roman revient, à travers le vécu d'un enfant à chaque génération, sur ce passé longtemps refoulé par l'aïeule et sur la découverte progressive des circonstances précises qui ont été celles des premières années de sa vie.
La pièce de théâtre Les Petits Chevaux, une histoire d'enfants des Lebensborn est inspirée de témoignages, dont celui de la  mère d'un des co-auteurs, née dans un Lebensborn. Séverine Cojannot, Camille Laplanche, Matthieu Niango et Jeanne Signé ont croisé différents destins de victimes des Lebensborn pour tracer la quête des origines d'Hortense, qui découvre à plus de 60 ans qu'elle a été abandonnée dans le Lebensborn français de Bois Larris à Lamorlaye et qu’elle a une demi-sœur allemande. La pièce a été créée en février 2024 par la Compagnie pARTage au théâtre La Reine Blanche, à Paris.
Le téléfilm Malgré-elles, réalisé par Denis Malleval en 2012, aborde l'organisation des Lebensborn.
Dans la série The Man in the High Castle, le personnage Joe Blake découvre qu'il a fait partie du programme Lebensborn (saison 2, épisode 5). Dans la saison 3, les enfants issus de ce programme sont employés par Himmler comme agents opérationnels spéciaux chargés de l'assassinat d'ennemis de la plus haute valeur pour le Troisième Reich.
Dans la série X Company, l'épisode 5 de la première saison développe comment l'équipe d'espions alliés font évader des jeunes filles d'une maison de naissance aryenne en France.
Dans le roman de Marie Boyer, Les Eaux rougies de la Théols, Gisèle, jeune habitante d'Issoudun dans l'Indre, a tout juste vingt ans quand éclate la Seconde Guerre mondiale. Elle va se trouver aux prises avec la machine nazie et son Lebensborn de Lamorlaye.
Dans le roman de Maxime Chattam, La Conjuration primitive, l'enquête liée à des crimes particulièrement violents va mener Ludivine Vancker jusqu'à un institut situé à Bois Larris, qui se révèlera être un ancien Lebensborn.
Dans le roman de Torey Hayden, La Forêt de Tournesols, le personnage principal découvre peu à peu la vérité sur sa mère, ancienne "poulinière du Reich" dans un Lebensborn.
Le roman de Valentin Musso Les cendres froides est un thriller faisant allusion à plusieurs reprises au Lebensborn de Lamorlaye.
Une chanson de Cœur noir évoque les Lebensborn.
Le roman La Race des orphelins d'Oscar Lalo (2020) est le journal intime fictif d'une femme de soixante-quinze ans, née dans le Lebensborn de Steinhöring, qui cherche à (re)trouver son identité après une vie dont elle considère qu'elle lui a été volée.
Dans les deux derniers tomes de la Saga du Soleil Noir (669 et le Graal du Diable) des auteurs Giacometti et Ravenne, les Lebensborns ont un rôle important. Dans 669, le Lebensborn situé en France contient la clé qui permet au héros, Tristan Marcas, de résoudre son enquête. À la fin de 669 et au début du Graal du diable, la compagne enceinte de Tristan Marcas, Laure d'Estillac, est placée dans le Lebensborn situé à côté de Munich.
L'intrigue du roman de Jean-Christophe Grangé Les Promises s'articule autour du Lebensborn de Zeherthofer, près de Berlin, au début de la Seconde Guerre mondiale en 1939.
Le roman de Caroline De Mulder, La pouponnière d'Himmler, se déroule principalement dans la maternité Hochland à Steinhöring, en Bavière, à la fin de la guerre. 

### Films
- Les Pouponnières du IIIe Reich, 2014, Romain Icard (Nilaya Productions).« Les pouponnières du IIIème Reich - Nilaya Productions », sur www.nilaya.fr (consulté le 25 novembre 2018).
- Malgré elles, 2012, de Denis Malleval.
- France, la nurserie oubliée du IIIe Reich, 2017 - 70 ' -, Réalisateurs Laurent Marocco et Françoise-Renée Jamet (Production Gédéon programmes)
- Enfant d'Hitler, 2017 - 52 ' -, Réalisateurs Laurent Marocco et Françoise-Renée Jamet (Production Gédéon programmes)

#### Films de fiction
- Harem nazi (Accidenti alla guerra!...) est un film de comédie italien réalisé par Giorgio Simonelli et sorti en 1948.